# Pasang Lhamu Sherpa
Pasang Lhamu Sherpa (sherpa : པ་སངས་ལྷ་མོ་ཤར་པ།, népalais : पासाङ ल्हामु शेर्पा), née le 10 décembre 1961 et morte le 22 avril 1993, est la première Népalaise à avoir atteint le sommet de l'Everest.

## Biographie
Pasang Lhamu Sherpa naît dans une famille d'alpinistes et commence l'escalade à l'adolescence. Elle réussit notamment l'ascension du mont Blanc, du Cho Oyu, du pic Yala, et du Pisang Himal. Le 22 avril 1993, lors de sa quatrième tentative, elle parvient au sommet de l'Everest par l'arête Sud-Est et le col Sud.
Le matin du 22 avril 1993, Pasang et cinq autres Sherpas — Sonam Tshering, Lhakpa Nuru, Pemba Norbu et Dawa Tashi — atteignent le sommet à 8 849 m, par temps clair et lumineux. Mais, lors de la descente, les conditions météorologiques se dégradent subitement. Pasang Lhamu et Sonam Tshering, qui a déjà gravi l'Everest cinq fois, très affaiblis, meurent sur le Sommet sud. Une vingtaine de jours plus tard, une expédition parvient à redescendre le corps de Pasang.
Pour avoir réussi ce qu'aucune autre Népalaise n'a réalisé avant elle, Pasang Lhamu est honorée à titre posthume par son pays, où ses funérailles sont l'occasion d'un jour de deuil national. Elle est la première femme décorée de la médaille de l'ordre de l'Étoile par le roi du Népal, et intègre la liste des héros nationaux du Népal en 1998. Un timbre-poste est émis à son effigie, une statue grandeur nature est érigée à Katmandou pour commémorer son exploit, et le gouvernement du Népal renomme le Jasamba Himal (7 315 m) en Pasang Lhamu Chuli. Des hôpitaux, des écoles et une autoroute portent également son nom. 